# Swiss Indoors 2015
Swiss Indoors 2015 — тенісний турнір, що проходив на кортах з твердим покриттям у місті Базель, Швейцарія з 26 жовтня. Належав до категорії ATP World Tour 500.

## Фінальна частина

### Одиночний розряд
Роджер Федерер —  Рафаель Надаль 6–3, 5–7, 6–3

### Парний розряд
Александер Пея /  Бруно Соарес —  Джеймі Маррей /  Джон Пірс (тенісист) 7–5, 7–5